# 穆加爾扎爾區
49°09′36″N 58°04′48″E / 49.16000°N 58.08000°E

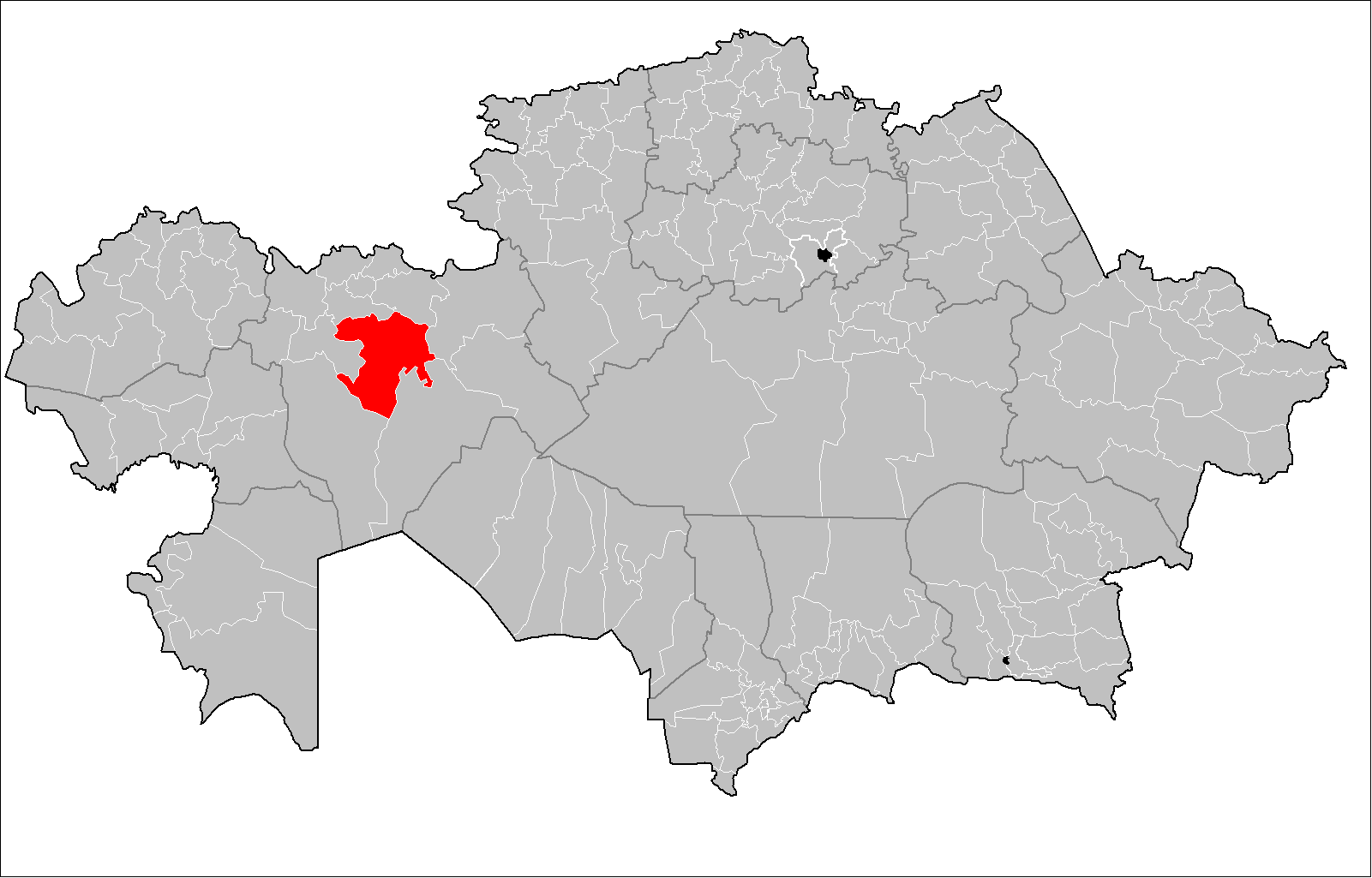

穆加爾扎爾區是哈薩克斯坦的行政區，位於該國中西部，由阿克托貝州負責管轄，首府設於坎德亞加什，始建於1928年，面積29,530平方公里，2019年人口67,416。